# Teoretická saturace
Teoretická saturace (též teoretické nasycení) je stav, při kterém další zkoumání zvoleného vzorku nejčastěji v rámci metody teoretického vzorkování nepřináší nové podstatné informace. Jde o klíčový pojem pro výzkumnou strategii zakotvené teorie, kterou uvedli sociologové Barney Glaser a Anselm Strauss v roce 1967 v díle The Discovery of Grounded Theory a pro kvalitativní výzkum obecně. Prakticky je teoretické saturace dosaženo postupným zvětšováním zkoumaného vzorku až do chvíle, kdy výzkumník rozhodne, že další výzkum nepřináší nové informace, tedy je možné ze získaných dat vyvodit či potvrdit závěr. Saturace tedy slouží jako podmínka k určení, jestli je nutné ve sběru dat pokračovat, nebo jsou získaná data pro potvrzení teorie dostatečná, neboli k validizaci.

## Vznik
Poprvé byly strategie zakotvené teorie a s ní koncept teoretické saturace využity Glaserem a Straussem v roce 1965 při zkoumání umírajících pacientů v nemocnicích. Své výsledky následně publikovali v díle Awareness of Dying.

## Výhody metody teoretického vzorkování
Pro kvalitativní výzkum je zkoumání náhodných vzorků populace zpravidla nevhodné. To je způsobeno například tím, že zkoumané vlastnosti/jevy nemusí být nutně v populaci rovnoměrně zastoupeny. Je tedy vhodnější začít zkoumat populaci, u které je pozorován zkoumatelný jev, a vhodný vzorek následně zvolit v závislosti na potřebách induktivně vznikající teorie. Tato teorie pak má svůj základ přímo v interpretaci získaných dat a můžeme o ní mluvit jako o zakotvené teorii. Jako příklad se dá uvést Glaserovo a Straussovo zkoumání umírající populace bez předem vytvořené hypotézy pro Awareness of Dying.

## Dosažení saturace
Vzhledem k induktivnímu charakteru zakotvených teorií je zkoumaný vzorek postupně upravován spolu s rostoucí komplexitou teorie a také dochází k formulaci nových poznatků. Výzkumník se proto může často vracet k již zkoumaným skupinám, u kterých nově vyvstalé body teorie zkoumá, nebo rozšiřovat svůj vzorek na skupiny zcela nové. Tím se teorie postupně stává ucelenější. Ve chvíli, kdy se v rámci zkoumaných skupin začínají data opakovat a zároveň bylo zkoumáno co nejširší množství skupin, které se vznikající teorií souvisí, je teoretické saturace dosaženo. Kvůli rozmanitému charakteru teorií, které skrze přístup zakotvené teorie vznikají, se nedá tak jako u kvantitativního výzkumu zobecnit, jaké množství dat je pro saturaci dostatečné. Proto je diskuze o saturaci důležitou složkou těchto kvalitativních výzkumů.
Dostatečnost saturace lze zajistit například využitím co největšího množství typů sběru dat a důsledným ověřováním nově indukovaných poznatků na již získaných datech. Dále je kladen důraz na teoretickou citlivost výzkumníka, tedy jeho schopnost na základě svých znalostí a intuice určit, jestli je saturace dostačující.

## Teoretická saturace v metodě sněhové koule
O saturaci můžeme mluvit také v souvislosti s metodou sněhové koule. Vzorek v této metodě rozšiřují samy subjekty tím, že další subjekty volí na základě svého názoru o jejich souvislosti se zkoumaným problémem. Saturace v této metodě je dosaženo, pokud už každý subjekt volí pouze takové subjekty, které jsou součástí vzorku.

## Rizika aplikace konceptu saturace
Vzhledem k tomu, že velikost vzorku se při použití metody teoretického vzorkování před a během zkoumání obtížně odhaduje, mohou se objevit problémy v situacích, kdy jsou výzkumníci nuceni již před výzkumem určit velikost zkoumaného vzorku například kvůli ospravedlnění žádaného rozpočtu, a tedy odhadovat, kdy bude dosaženo odpovídající úrovně saturace. Může tak docházet ke kompromisům, kdy není saturace dostatečná, ale k rozšiřování vzorku nedojde z časových nebo finančních důvodů. Glaser a Strauss ale tvrdili, že nedostatečně saturované vzorky se dají skrze mezery v získaných teoriích snadno rozpoznat.